# Clematoclethra scandens
Clematoclethra es un género monotípico arbustos o pequeños árboles pertenecientes a la familia Actinidiaceae. Comprende 34 especies descritas y de estas, solo una aceptada. Su única especie: Clematoclethra scandens es originaria de China.

## Descripción
Es una planta trepadora con ramas glabras o pubescentes. Hojas muy variables, generalmente ovaladas, elípticas, ampliamente ovadas, lanceoladas, u oblongo-obovadas, de 3-15 x 1,5-8 cm, coriáceas, ambas superficies glabras o peludas, base obtusa, redondeada, cordada o cuneiforme. Las inflorescencias en cimas axilares, con 1-12 de flores. Sépalos connados en la base, de color blanco o blanquecino verde, ampliamente ovadas. Pétalos libres, blancos o teñidos de rojo. Fruto una cápsula coriácea, de color rojo o morado a negro, subglobosa, 5-7 (-10) mm de diámetro. Fl. Junio-julio, fr. Julio-septiembre. Tiene un número de cromosomas de 2 n = 48 *.

## Distribución y hábitat
Se enciuentra en los  bosques, matorrales, laderas de montañas, valles, a una altitud de 1000-3900 m s. n. m. en Chongqing, Gansu, Guangxi, Guizhou, Henan, Hubei, Ningxia, Qinghai, Shaanxi, Shanxi, Sichuan, Yunnan.

## Taxonomía
Clematoclethra scandens fue descrita por  Ernest Friedrich Gilg y publicado en Trudy Imperatorskago S.-Peterburgskago Botaničeskago Sada 11(1): 38. 1890.
Sinonimia
- Clematoclethra cordifolia Franch.
- Clematoclethra guangxiensis C.F.Liang & Y.C.Chen
- Clematoclethra guizhouensis C.F.Liang & Y.C.Chen
- Clematoclethra loniceroides C.F.Liang & Y.C.Chen
- Clematoclethra maximowiczii Baill.
- Clematoclethra nanchuanensis W.T.Wang
- Clematoclethra oliviformis C.F.Liang & Y.C.Chen
- Clematoclethra pachyphylla C.F.Liang & Y.C.Chen
- Clematoclethra pauciseta C.Y.Chang
- Clematoclethra pyrifolia C.Y.Chang
- Clematoclethra strigillosa Franch.
- Clematoclethra variabilis C.F.Liang & Y.C.Chen
- Clematoclethra variabilis var. multinervis C.F.Liang & Y.C.Chen
- Clematoclethra wilsonii Hemsl.
- Clethra scandens Franch.